# Kollected
Kollected è una compilation di singoli, brani di album, b-side e inediti dei Kula Shaker, uscita nel 2002.

## Tracce
1. Sound of Drums (radio edit) – 4:50
2. Into the Deep – 3:52
3. Grateful When You're Dead/Jerry Was There – 5:43
4. 108 Battles (of the Mind) – 2:47
5. Start All Over – 2:36
6. Hey Dude – 4:12
7. Drop in the Sea (inedito) – 2:31
8. Shower Your Love – 3:45
9. Hush – 2:55
10. Tattva – 3:48
11. 303 – 3:07
12. Light of the Day (inedito) – 2:34
13. Mystical Machine Gun (radio edit) – 4:27
14. Ballad of a Thin Man (inedito) – 5:05
15. Dance in Your Shadow – 2:38
16. Govinda (radio mix) – 18:40 – Il brano Govinda dura 3:50. C'è una traccia nascosta di 1 minuto e 50 secondi alla fine di "Govinda", 13 minuti dopo. La traccia nascosta è un'anteprima del loro album successivo, Strangefolk. Questo è effettivamente menzionato nel libretto che accompagna il CD. L'iTunes Music Store afferma che questo clip si chiama "Strangefolk", che era il titolo originale del loro secondo album prima che Kula Shaker lo cambiasse in Peasants, Pigs and Astronauts. La clip di Kollected fa parte della traccia originale "Strangefolk", che è stata tralasciata "Peasants, Pigs & Astronauts", ed è stata resa disponibile solo nell'edizione limitata del decimo anniversario. Cinque anni dopo l'uscita di Kollected, i Kula Shaker hanno intitolato il loro terzo album Strangefolk. In questo album è inclusa una traccia totalmente diversa, anch'essa intitolata "Strangefolk".

  - Le tracce 1, 4, 8 e 13 provengono dall'album "Peasants, Pigs & Astronauts" del 1999.
  - Le tracce 2, 3, 5, 6, 10, 11 e 16 provengono dall'album "K" del 1996.
  - La traccia 15 proviene dall'album "Summer Sun E.P." del 1997.
  - La traccia 9 è stata incisa nel 1997.
  - Le tracce 7, 12 e 14 sono state incise nel 2002.

Durata totale: 73:30